# مارك بلات
مارك بلات (بالإنجليزية: Marc Platt)‏ هو راقص باليه ومصمم رقص وممثل أمريكي، ولد في 2 ديسمبر 1913 في الولايات المتحدة، وتوفي بنفس المكان في 29 مارس 2014 بسبب ذات الرئة.

## أعمال

### أفلام
- (1954) سبع عرائس لسبعة إخوة
- (1955) أوكلاهوما
- (2018) عودة ماري بوبينز[3][4]

## وصلات خارجية
- مارك بلات على موقع IMDb (الإنجليزية)
- مارك بلات على موقع ألو سيني (الفرنسية)
- مارك بلات على موقع ميوزك برينز (الإنجليزية)
- مارك بلات على موقع أول موفي (الإنجليزية)
- مارك بلات على موقع قاعدة بيانات برودواي على الإنترنت (الإنجليزية)
- مارك بلات على موقع قاعدة بيانات الأفلام السويدية (السويدية)
- مارك بلات على موقع قاعدة بيانات الفيلم (الإنجليزية)
- مارك بلات على موقع كينوبويسك (الروسية)